# Роман Тице
Роман Тице (чеськ. Roman Týce, нар. 7 травня 1977, Роудніце-над-Лабем) — чеський футболіст, що грав на позиції півзахисника, зокрема, за німецький «Мюнхен 1860», а також національну збірну Чехії.
Володар Кубка Чехії. 

## Клубна кар'єра
У дорослому футболі дебютував 1995 року виступами за команду клубу «Спарта» (Прага), в якій провів один сезон, взявши участь у 17 матчах чемпіонату. 
Протягом 1996—1998 років захищав кольори ліберецького «Слована».
Своєю грою за останню команду привернув увагу представників тренерського штабу німецького «Мюнхен 1860», до складу якого приєднався 1998 року. Відіграв за клуб з Мюнхена наступні дев'ять сезонів своєї ігрової кар'єри.
Завершив професійну ігрову кар'єру у німецькому третьоліговому «Унтергахінгу», за команду якого виступав протягом 2007—2011 років.

## Виступи за збірну
1999 року дебютував в офіційних матчах у складі національної збірної Чехії. Протягом кар'єри у національній команді, яка тривала 7 років, провів у її формі 25 матчів, забивши 1 гол.
У складі збірної був учасником чемпіонату Європи 2004 року у Португалії, де виходив на поле в одній грі групового етапу, допомігши своїй команді з рахунком 2:1 здолати збірну Німеччини.

## Титули і досягнення
- Володар Кубка Чехії (1):

«Спарта» (Прага): 1995-1996